# Элли Вильхьяульмс
Элли Вильхьяульмс (исл. Elly Vilhjálms, псевдоним, настоящее имя — Хенни Эльдей Вильхьяульмсдоуттир, Henný Eldey Vilhjálmsdóttir, 28 декабря 1935 — 16 ноября 1995) — исландская певица. Одна из самых популярных и известных певиц в Исландии.

## Биография
Родилась 28 декабря 1935 года и выросла на ферме Меркинес (Merkines) близ Хабнира на полуострове Рейкьянес. Отец — Вильхьяульмюр Хинрик Иварссон (Vilhjalmur Hinrik Ívarsson; 12 августа 1899 — 24 января 1994), фермер и судовладелец, мать — Хольмфридюр Оддсдоуттир (Hólmfrídur Oddsdóttir; 29 апреля 1906 — 5 июня 1994). Элли была вторым ребёнком, у ней четверо братьев: Сигюрьоун (Sigurjón Vilhjálmsson; 10 января 1925 — 30 декабря 2023), Тоуроддюр (Þóroddur Vilhjálmsson; род. 1937), Марон Гвюдманн (Maron Guðmann Vilhjálmsson; 1941—2006) и Вильхьяульмюр Вильхьяульмссон (Vilhjálmur Hólmar Vilhjálmsson; 11 апреля 1945 — 28 марта 1978), который погиб в автокатастрофе в Люксембурге в возрасте 32 лет.
Училась в сельской средней школе второй ступени (héraðsskóli) в Лёйгарватне. Именно там началась её певческая карьера, она впервые пела на публике, а также пробовала играть на гитаре. В школе её прозвали Элли.
После окончания школы Элли работала машинисткой в Рейкьявике, хотела стать актрисой и осенью 1953 года поступила на курсы актёрского искусства Айвара Кварана (Ævar Kvaran; 1916—1994). Экзамен на аттестат зрелости, дающий право поступления в университет, Элли сдала в средней школе второй ступени на Хамрахлид (MH) только в 1985 году.
Элли сначала пела с Hljómsveit Bjarna Böðvarssonar — группой Бьядни Бёдварссона (Bjarni Böðvarsson, псевдоним — Bjarni Bö, 1900—1955), отца популярного певца Рагнара Бьяднасона (Ragnar Bjarnason, псевдоним — Raggi Bjarna; 1934—2020). Бьядни вёл программу на RÚV, где представил певицу. Элли понравилась слушателям и стала одной самых любимых и популярных певиц в Исландии.
Летом 1953 года она прошла прослушивание в KK-sextett — секстет Кристьяуна Кристьяунссона (Kristján Kristjánsson, псевдоним — KK; 1925—2008), созданный в 1947 году после возвращения из США и обучения в Джульярдской школе в Нью-Йорке Кристьяуна и Свавара Гестса (Svavar Gests; 1926—1996), будущего третьего мужа Элли. Элли пела с секстетом, познакомилась и начала встречаться с гитаристом секстета Эйтоуром Торлаукссоном (Eyþór Þorláksson, 1930—2018), который стал её первым мужем.
В 1956 году Эйтоур Торлаукссон покинул KK-sextett и основал квинтет «Орион» (Orion-kvintett), участницей и вокалисткой которого стала Элли. В 1958 году Эйтоур закрыл группу, отправился в Испанию, чтобы учиться игре на гитаре, и вскоре они расстались с Элли.
В 1960 году лейбл Íslenzkir tónar выпустил грампластинку-«сорокапятку» Ég vil fara upp í sveit с двумя песнями — первый сольный мини-альбом (EP) Элли.
Элли пела в Hljómsveit Kristjáns Magnússonar — группе пианиста Кристьяуна Магнуссона (1931—2003), созданной летом 1960 года и просуществовавшем до 1962 года. Гитаристом группы был Йоун Паудль Бьяднасон (Jón Páll Bjarnason; 1938—2015), второй муж Элли.
После того как певица Сигрун Йоунсдоуттир (Sigrún Jónsdóttir; род. 1930) уехала в 1962 году в Норвегию Элли заменила её в качестве вокалистки Hljómsveit Jóns Páls — группы Йоуна Паудля, своего мужа. В 1963 году Йоун Паудль уехал в Данию, а затем в Швецию и они с Элли расстались.
В 1962 году вышел фильм «79-й со стоянки» (79 af stöðinni, в советском прокате — «Девушка Гого») режиссёра Эрика Баллинга по одноимённому рассказу писателя Индриди Торстейнссона. В фильме прозвучали песни «79 af stöðinni» (название изменено позднее на «Vegir liggja til allra átta» — «Во все концы пути открыты») и «Lítill fugl» на музыку Сигфуса Халльдоурссона и слова Индриди Торстейнссона, которые исполнила Элли. В одном из эпизодов фильма Элли поёт песню «Vegir liggja til allra átta» в отеле «Борг», который был центром развлечений в Исландии. Эти песни по сей день пользуются популярностью. В 1963 году Hljóðfæraverslun Sigríðar Helgadóttur (HSH) — лейбл Сигридюр Хельгадоуттир (Sigríður Helgadóttir; 1903—1954) выпустил грампластинку-«сорокапятку» 79 af Stöðinni (грампластинка) с двумя песнями из фильма, которые исполняла Элли с Hljómsveit Jóns Sigurðssonar — группой Йоуна Сигюрдссона («79 af stöðinni») и с Tríó Jóns Páls Bjarnasonar — трио Йоуна Паудля («Lítill fugl»). Это второй сольный мини-альбом (EP) Элли.
В том же году лейбл выпустил грампластинку-«сорокапятку» Elly Vilhjálms og KK-sextettinn, где к двум песням в исполнении Элли добавлены две песни в исполнении секстета KK-sextett: «Ó, María mig langar heim» — адаптация традиционной американской песни в жанре госпел «Mary, Don't You Wee» на музыку американских композиторов Мэриджон Уилкин и Мела Тиллиса и на слова Олавюра Гёйкюра и «Kvöldljóð» на музыку Йоунаса Йоунссона (Jónas Jónasson; 1931—2011) и на слова Олавюра Гёйкюра.
В 1964 году Элли присоединилась в качестве одной из четырёх вокалистов Hljómsveit Svavars Gests — группы Свавара Гестса, другими вокалистами были Рагнар Бьяднасон, Берти Мёллер (Bertram Henry (Berti) Möller; 1943—2007) и Анна Вильхьяульмс (Anna Vilhjálms; 1945—2025). В том же году лейбл Íslenzkir tónar выпустил грампластинку-«сорокапятку» Síldarstúlkurnar с четырьмя песнями в исполнении Анны, Берти и Элли с группой Свавара Гестса. В том же году лейбл Fálkinn выпустил грампластинку-«сорокапятку» Sumarauki / Í grænum mó с двумя песнями в исполнении Элли с группой Свавара Гестса — третий сольный мини-альбом (EP) Элли.
В 1964 году Свавар Гестс основал лейбл звукозаписи SG-hljómplötur, впоследствии ставший крупнейшим в Исландии. Лейбл в том же году выпустил грампластинку-«сорокапятку» Fjögur jólalög («Четыре рождественские песни»), на которой Элли и Рагнар Бьяднасон пели с группой Свавара Гестса. Мини-альбом стал классикой и многократно переиздавался, в 1968 году вышло переиздание под названием Hvít jól («Белое рождество»), в 1979 году — под названием «Fjögur jólalög». У мини-альбома три варианта обложки. В 1965 году лейбл SG-hljómplötur выпустил грампластинку-«сорокапятку» Elly og Ragnar með Hljómsveit Svavars Gests, на которой Элли и Рагнар с группой Свавара Гестса исполняют четыре песни, и в том же году — грампластинку-«сорокапятку» Elly og Ragnar, на которой Элли и Рагнар также исполняют четыре песни с группой Свавара Гестса. Все эти песни являются неотъемлемой частью истории исландской музыки и одними из лучших записей Элли и Рагнара. До конца года выпущены были ещё шесть песен на грампластинке-«сорокапятке» Járnhausinn, на которой Элли, Рагнар и Оумар Рагнарссон (Ómar Ragnarsson; род. 1940) с группой Свавара Гестса испольняют песни из одноимённого мюзикла братьев Йоунаса и Йоуна Мули Ауднасонов. После успеха лейбла Свавар в 1965 году закрыл группу.
В 1966 году лейбл SG-hljómplötur выпустил первую долгоиграющую пластинку Элли — Lög úr söngleikjum og kvikmyndum, записанную на студии в Лондоне с английскими джазовыми музыкантами: саксофонистом и кларнетистом Виком Эшем (Vic Ash; 1930—2014), тромбонистами Доном Люшером (Don Lusher; 1923—2006) и Раймондом Премру (Raymond Premru; 1934—1998), контрабасистом Кенни Нэппером (Kenny Napper; род. 1933), барабанщиком Алланом Ганли (Allan Ganley; 1931—2008), гитаристом Айком Айзексом (Ike Isaacs; 1919—1996), Лори Холлоуэем (Laurie Holloway; 1938—2025) — маримба и другими. Пластинка переиздана в 1979 году.
В 1968 году лейбл SG-hljómplötur выпустил четвёртый сольный мини-альбом (EP) Элли — грампластинку-«сорокапятку» Elly Vilhjálms с четырьмя песнями. В 1969 году лейбл выпустил пятый сольный мини-альбом (EP) Элли — грампластинку-«сорокапятку» Elly Vilhjálms с двумя песнями.
Её младший брат Вильхьяульмюр стал популярным певцом. В 1969 году лейбл SG-hljómplötur выпустил долгоиграющую пластинку Vilhjálmur og Elly Vilhjálms, где 12 песен исполняют Вильхьяульмюр и Элли. Пластинка переиздана в 1979 году. В 1970 году лейбл выпустил долгоиграющую пластинку Vilhjálmur og Elly Vilhjálms syngja kunnustu lög Sigfúsar Halldórssonar, где 12 самых известных песен Сигфуса Халльдоурссона исполняют Вильхьяульмюр и Элли. В том же году лейбл выпустил долгоиграющую пластинку Vilhjálmur og Elly Vilhjálms syngja lög eftir Tólfta september, где Вильхьяульмюр и Элли исполняют 12 песен Тоульфти сефтембер (Tólfti september, псевдоним, настоящее имя — Фреймоудюр Йоуханнссон, Freymóður Jóhannsson; 1895—1973). В 1971 году лейбл выпустил долгоиграющую пластинку Vilhjálmur og Elly Vilhjálms syngja jólalög, где Вильхьяульмюр и Элли исполняют 12 рождественских песен.
В 1970 году лейбл SG-hljómplötur выпустил шестой сольный мини-альбом (EP) Элли — грампластинку-«сорокапятку» Elly Vilhjálms syngur lög úr Eurovision keppninni, где Элли исполнила две песни: «Það er svo ótalmargt» — адаптацию песни «All Kinds of Everything», исполненной Даной и победившей на конкурсе песни «Евровидение-1970», на слова Йоханны Эрлингсон (Jóhanna G. Erlingson; 1932—2020) и «Hvar ert þú?» — адаптацию песни «Can’t Take My Eyes Off You» на слова Торстейдна Эггертссона (Þorsteinn Eggertsson; род. 1942).
Элли проявляла скрытность, избегала рассказывать СМИ о себе.
Умерла 16 ноября 1995 года.

## Личная жизнь
Первый муж — гитарист Эйтоур Торлаукссон (Eyþór Þorláksson, 22 марта 1930 — 14 декабря 2018). У пары один сын Атли Рафн Эйтоурссон (Atli Rafn Eyþórsson, род. 20 марта 1956). Развелись.
В 1961 году вышла замуж за гитариста Йоуна Паудля Бьяднасона (Jón Páll Bjarnason; 6 февраля 1938 — 16 августа 2015). У пары одна дочь — Хольмфридюр Ауста Бьяднасон (Hólmfríður Ásta Bjarnason; 19 февраля 1962 — 29 апреля 2004). Развелись в 1964 году.
5 июля 1966 года вышла замуж за Свавара Гестса (Svavar Gests, при рождении — Свавар Лаурус Гестссон, Svavar Lárus Gestsson; 17 июня 1926 — 1 сентября 1996). У них двое сыновей: Мауни (Máni Svavarsson; род. 15 июня 1967), музыкант и Нёккви (Nökkvi Svavarsson; 29 июня 1971), продавец.

## Мюзикл
В Городском театре в Рейкьявике в марте 2017 года поставлен мюзикл «Элли». Поставил мюзикл режиссёр Гисли Эдн Гардарссон по сценарию, написанному вместе с Оулавюром Эйидлем Эйильссоном. Роль Элли исполняет актриса Катрин Халльдоура (Katrín Halldóra; род. 1989), роль певцов Вильхьяульмюра Вильхьяульмссона и Рагнара Бьяднасона — Бьёргвин Франц Гисласон. Роль первого и третьего мужей Элли: Эйтоура Торлаукссон и Свавара Гестса — Хьёртюр Йоуханн Йоунссон (Hjörtur Jóhann Jónsson), которого в конце 2018 года подменил Гисли Эдн Гардарссон Вышел альбом с песнями из мюзикла Elly : tónlistin úr leiksýningunni Elly í Borgarleikhúsinu (Evrópa kvikmyndir, 2017).